# Премия Андре Каванса
Премия Андре Кавенса (нидерл. André Cavensprijs, фр. Prix André-Cavens) — учреждённая в 1976 году награда, ежегодно вручаемая бельгийским Союзом кинокритиков за достижения в области синематографии. Премия названа в честь бельгийского кинорежиссёра Андре Кавенса.
На данный момент, наибольшее количество наград у братьев Жан-Пьера и Люка Дарденн (пятикратные лауреаты), за ними следуют Жако Ван Дормаль и Жоаким Лафосс (три награждения). По две награды у Жан-Жака Андрие, Андре Дельво и Фин Трох. Последний отмеченный наградой фильм — Экономика пары.

## Лауреаты

### 1970-е годы
| Год  | Русское название               | Оригинал названия             | Режиссёр(ы)    | Примечания |
| ---- | ------------------------------ | ----------------------------- | -------------- | ---------- |
| 1976 | Сын Амра мёртв                 | Le Fils d'Amr est mort        | Жан-Жак Андрие | [ 2 ]      |
| 1977 | Именем фюрера                  | In naam van de Fuehrer        | Лидия Шаголь   | [ 3 ]      |
| 1979 | Женщина между собакой и волком | Een vrouw tussen hond en wolf | Андре Дельво   | [ 4 ]      |

### 1980-е
| Год  | Русское название                | Оригинал названия                 | Режиссёр(ы)                | Примечания |
| ---- | ------------------------------- | --------------------------------- | -------------------------- | ---------- |
| 1980 | Я — Анна Маньяни                | Io sono Anna Magnani              | Chris Vermorcken           | [ 5 ]      |
| 1981 | Большой пейзаж Алексиса Друвена | Le Grand Paysage d'Alexis Droeven | Жан-Жак Андрие             | [ 2 ]      |
| 1982 |                                 | Le Lit                            | Марион Хенсель             | [ 6 ]      |
| 1983 |                                 | Brussels by Night                 | Марк Дидден                | [ 7 ]      |
| 1985 | Пермеке                         | Permeke                           | Патрик Конрад и Анри Сторк | [ 8 ]      |
| 1986 | Семья ван Памель                | Het gezin van Paemel              | Пауль Каммерманс           | [ 9 ]      |
| 1987 | Свадьба в Галилее               | Urs al-Jalil                      | Мишель Хлейфи              | [ 10 ]     |
| 1988 | Философский камень              | L'Œuvre au noir                   | Андре Дельво               | [ 11 ]     |
| 1989 | Подожди до весны, Бандини       | Wait Until Spring, Bandini        | Доминик Дерюддер           | [ 12 ]     |

### 1990-е
| Год  | Русское название             | Оригинал названия                    | Режиссёр(ы)                                 | Примечания |
| ---- | ---------------------------- | ------------------------------------ | ------------------------------------------- | ---------- |
| 1990 |                              | Monsieur                             | Жан-Филипп Туссен                           | [ 13 ]     |
| 1991 | Тото-герой                   | Toto le Héros                        | Жако Ван Дормаль                            | [ 14 ]     |
| 1992 | Человек кусает собаку        | C'est arrivé près de chez vous       | Реми Бельво, Андре Бонзель и Бенуа Пульворд | [ 15 ]     |
| 1993 |                              | Just Friends                         | Марк-Анри Вайнберг                          | [ 16 ]     |
| 1994 | Сексуальная жизнь бельгийцев | La Vie sexuelle des Belges 1950-1978 | Жан Бикуа                                   | [ 17 ]     |
| 1995 |                              | Manneken Pis                         | Франк Ван Пассель                           | [ 18 ]     |
| 1996 | Обещание                     | La Promesse                          | Жан-Пьер и Люк Дарденн                      | [ 19 ]     |
| 1997 |                              | Le rêve de Gabriel                   | Анна Леви-Морелль                           | [ 20 ]     |
| 1998 |                              | Rosie                                | Патрис Туа                                  | [ 21 ]     |
| 1999 | Розетта                      | Rosetta                              | Жан-Пьер и Люк Дарденн                      | [ 19 ]     |

### 2000-е
| Год  | Русское название      | Оригинал названия  | Режиссёр(ы)            | Примечания |
| ---- | --------------------- | ------------------ | ---------------------- | ---------- |
| 2000 |                       | Lijmen/Het Been    | Роббе Де Эрт           | [ 22 ]     |
| 2001 | Ничья земля           | Ničija zemlja      | Данис Танович          | [ 23 ]     |
| 2002 | Сын                   | Le Fils            | Жан-Пьер и Люк Дарденн | [ 19 ]     |
| 2003 | Побег                 | Cavale             | Люка Бельво            | [ 24 ]     |
| 2003 | Удивительная пара     | Un couple épatant  | Люка Бельво            | [ 24 ]     |
| 2003 | После жизни           | Après la vie       | Люка Бельво            | [ 24 ]     |
| 2004 |                       | La Femme de Gilles | Фредерик Фонтейн       | [ 25 ]     |
| 2005 | Дитя                  | L'Enfant           | Жан-Пьер и Люк Дарденн | [ 26 ]     |
| 2006 | Совсем один           | Vidange perdue     | Жоффрей Энтховен       | [ 27 ]     |
| 2007 | Частная собственность | Nue propriété      | Жоаким Лафосс          | [ 28 ]     |
| 2008 | Эльдорадо             | Eldorado           | Були Ланнерс           | [ 29 ]     |
| 2009 |                       | Unspoken           | Фин Трох               | [ 30 ]     |

### 2010-е
| Год  | Русское название   | Оригинал названия         | Режиссёр(ы)            | Примечания |
| ---- | ------------------ | ------------------------- | ---------------------- | ---------- |
| 2010 | Господин Никто     | Mr. Nobody                | Жако Ван Дормаль       | [ 31 ]     |
| 2011 | Быкоголовый        | Rundskop                  | Михаэль Р. Роскам      | [ 32 ]     |
| 2012 | После любви        | À perdre la raison        | Жоаким Лафосс          | [ 33 ]     |
| 2013 |                    | Kid                       | Фин Трох               | [ 34 ]     |
| 2014 | Два дня, одна ночь | Deux jours, une nuit      | Жан-Пьер и Люк Дарденн | [ 35 ]     |
| 2015 | Новейший завет     | Le Tout Nouveau Testament | Жако Ван Дормаль       | [ 36 ]     |
| 2016 | Семейный бюджет    | L'Économie du couple      | Жоаким Лафосс          | [ 37 ]     |
| 2017 | Дом                | Home                      | Фин Трох               |            |
| 2018 | Девочка            | Girl                      | Лукас Донт             |            |
| 2019 |                    | Our Mothers               | Сесар Диас             |            |